# Quaestus oxypterus
Quaestus oxypterus es una especie de escarabajo del género Quaestus, familia Leiodidae. Fue descrita por Bolívar y Pieltain en 1917.

## Distribución
Se encuentra en España.